# Velké divadlo (Varšava)
Velké divadlo ve Varšavě (polsky Teatr Wielki w Warszawie) nebo Velké divadlo–Národní opera je divadelní komplex sloužící také pro polský národní balet a operu. Nachází se na Divadelním náměstí v historickém centru polského hlavního města. Je jedním z největších divadel na světě, má kapacitu více než 2000 míst. Uvnitř se nachází dvě auditoria s kapacitou 1841 lidí a 248 lidí, sídlí zde také Divadelní muzeum.
Divadlo bylo slavnostně otevřené 24. února 1833, je navrženo ve stylu klasicistní architektury. Během druhé světové války bylo značně poničeno, ke znovuotevření po velké rekonstrukci došlo po dvaceti letech, v roce 1965.